# 創世之光
創世之光是由台灣樂陞科技公司所製作出品的網頁式多人線上遊戲，採用新的網頁技術，在網頁上呈現出人物走動及視窗挪移的功能。
遊戲內容為MMORPG的模式，玩家藉由建國的方式來進行遊戲，可以召集國民並發展科技，透過擴大領土及建立軍隊來建立實力，最後可併滅其他國家。

## 官方網頁
- 創世之光的台灣官方網頁